# ジャグラーガール
ジャグラーガールは、2003年に北電子が開発・販売したパチスロ機である。

## 概要
ゴーゴージャグラーと比べ、ボタンのサイズが大きくなり長時間プレイによる指の損傷が緩和できるようになった。
そして、ジャグラーシリーズの命であるGOGO!ランプが従来の豆電球からLEDへの変更（当時の責任者はLEDにはしたくなかったが仕方なく変更）、更には衝撃の告知音（後告知のみ）、レバーON時の先告知、BIGボーナスREGボーナスのBGMの変更などそれまでのジャグラーシリーズと比べかなりの変貌ぶりを見せた。ちなみに、先告知＝BIGボーナス確定ではない。
また、時代の流れもあってかジャグラーガールはジャグラーシリーズとしては初めてパネル違いをリリースすることとなった。元々は緑色の筐体であったが、ジャグラーカラーであるピンク色、赤色、そして金色のプレミアムタイプと計4タイプをリリース。
外見は、かなり変わってしまったが中身はジャグラーシリーズそのままである。
ただしすでに検定切れとなっており、ホールからは撤去されてしまっている。
告知音に関して、開発関係者がたまたまホールでジャグラーシリーズを本を読みながら遊技している遊技者を見かけたことにより、そういった輩を驚かせてやろうと思いついたためである。
また、告知音のイメージは一斗缶で頭を殴った時のような音をイメージし開発された。

## ゲーム機
- オンラインゲームサイト『777town.net』にてプレイが可能である。